# Yōhei Toyoda
Yōhei Toyoda (豊田 陽平?, Toyoda Yōhei; Komatsu, 11 aprile 1985) è un ex calciatore giapponese, di ruolo attaccante.

## Caratteristiche tecniche
Ricopre la posizione di punta centrale, è di piede destro sebbene riesca a usufruire delle sue abilità di finalizzatore calciando con entrambi i piedi, è in grado di trovare il gol calciando anche di prima intenzione, e sa effettuare dei buoni assist. Tra le sue qualità di attaccante va tenuta in considerazione la sua abilità nel saper segnare tirando di testa, ed è un bravissimo rigorista con un'altissima percentuale di successo.

## Carriera

### Club

#### Nagoya Grampus
Fa il suo debutto come calciatore professionista il 21 agosto 2014 con il Nagoya Grampus nella vittoria contro il Júbilo Iwata per 2-1. Il 13 luglio 2015 segnerà per la prima volta, sarà infatti autore di una doppietta battendo per 3-0 il Kashima Antlers, il 10 settembre segnerà la rete del 4-0 nella vittoria contro il Kashiwa Reysol, la sua ultima rete per a squadra la segnerà nella Coppa dell'Imperatore, con il gol con cui la squadra batterà per 1-0 l'ALO's Hokuriku.

#### Montedio Yamagata e Kyoto Sanga
A partire dal 2007 giocherà nella J2 League la seconda divisione del calcio nipponico, segnando la sua prima rete per la squadra nel pareggio per 1-1 contro l'Avispa Fukuoka nell'edizione 2007, mentre nell'edizione successiva, quella del 2008, segnerà undici gol dando il suo contributo alla promozione della squadra in prima divisione raggiungendo il secondo posto in classifica, specialmente con le reti segnate contro il Vegalta Sendai e l'Avispa Fukuoka permettendo alla squadra di batterle entrambe per 1-0, oltre alla rete del 3-2 con cui riusciranno a imporsi contro l'Ehime FC e alla doppietta nel pareggio contro il Cerezo Osaka. Nella stagione successiva tornerà a giocare nella J1 League, ma con la squadra del Kyoto Sanga dove segnerà solo due reti: il primo nella sconfitta Ventforet Kofu e il secondo contro il Kashima Anters perdendo entrambe le partite per il risultato di 2-1.

#### Sagan Tosu e Ulsan Hyundai
Tornerà a giocare in seconda divisione militando nel Sagan Tosu, dove segnerà la sua prima tripletta, il 5 settembre 2010 battendo per 10-0 il Kumamoto Gakuen University. Nella stagione 2010 del campionato, con le reti di Toyoda la squadra batterà di misura per 1-0 il Mito HollyHock, il Consadole Sapporo, il Tokushima Vortis, il FC Gifu e il Giravanz Kitakyushu, inoltre segnerà una doppietta nel pareggio per 4-4 contro lo Yokohama FC. Nell'edizione successiva, quella del 2011 sarà il capocannoniere del torneo segnando ventitre reti nel campionato, aiutando la squadra a raggiungere la 2ª posizione e a ottenere la promozione segnerà varie volte una doppietta, vincendo per 5-0 contro il Mito HollyHock, per 6-3 contro il Gainare Tottori, per 6-0 contro il Fagiano Okayama e pareggiando per 2-2 contro il Ehime FC, sarà autore di una tripletta nel pareggio per 4-4 contro il FC Gifu, inoltre segnerà la rete del 2-0 vincendo contro il Tokyo Verdy e farà anche la rete del 3-0 battendo il Kataller Toyama. Nell'edizione 2012 della J1 League segnerà 19 reti, farò dei gol vincendo per 3-0 contro il Vissel Kobe, per 2-1 contro il Kawasaki Frontale e per 2-0 contro il Kashima Antlers, inoltre per ben quattro volte sarà autore di una doppietta, battendo per 3-2 il Júbilo Iwata e il Consadole Sapporo, vincendo per 2-0 contro l'Albirex Niigata e sconfiggendo per 3-1 l'Urawa Red Diamonds, classificandosi secondo, dopo Hisato Satō, tra i migliori marcatori del torneo. Invece si classificherà al 4º posto tra i migliori marcatori dell'edizione 2013 del campionato, benché avesse fatto più reti rispetto all'edizione precedente, con venti gol, segnando una doppietta nelle vittorie per 5-4 contro il Kawasaki Frontale, per 2-1 contro il Ventforet Kofu e per 3-2 contro il FC Tokyo, e per ben due volte sarà autore di una tripletta battendo per 3-1 l'Urawa Red Diamonds e pareggiando per 3-3 contro il Júbilo Iwata. Si classificherà ancora una volta al secondo posto tra i migliori marcatore del campionato giapponese con quindici gol, nell'edizione 2014 dove vinceranno contro l'Urawa Red Diamonds, il Cerezo Osaka e lo Yokohama F·Marinos per 1-0 grazie alle reti di Toyoda, segnerà la rete del 2-0 battendo il Ventforet Kofu, e farà una doppietta prima battendo per 5-0 il Tokushima Vortis sconfiggendo per 2-1 il Vissel Kobe. Ancora una volta sarà il miglior marcatore della sua squadra nell'edizione 2015 della J1 League con sedici reti. Nel 2018 avrà una breve esperienza nel club della Corea del Sud del Ulsan Hyundai con 16 presenze e 2 reti segnate contro l'Incheon United e il Pohang Steelers vincendo entrambe le partite per 2-1, per poi fare ritorno al Sagan Toso.

### Nazionale
Nel 2008 viene convocato nella Nazionale Olimpica prendendo parte alle Olimpiadi di Pechino dove il Giappone sarà eliminato come ultima del suo girone con tre sconfitte, Toyoda è stato l'unico giocatore della nazionale a segnare una rete, nella sconfitta per 2-1 contro la Nigeria.
Ottiene la sua prima convocazione in nazionale maggiore nella Coppa d'Asia orientale vincendola, esordisce il 25 luglio 2013 nella partita contro l'Australia rivelandosi determinante per la vittoria avendo fornito a Yūya Ōsako due assist vincenti permettendo al Giappone di vincere per 3-2. Segnerà la sua prima rete nella nazionale nella vittoria in amichevole per 6-0 contro l'Honduras il 14 novembre 2014. Viene convocato nel 2015 per l'Asian Cup dove dispuderà la sua ultima partita con la maglia della nazionale, il 23 gennaio 2015 contro gli Emirati Arabi Uniti ai quarti di finale, la partita finirà per 1-1 e ai rigori Toyoda segnerà calciando dal dischetto sebbene il Giappone perda per 5-4.

## Statistiche

### Cronologia presenze e reti in nazionale
| Cronologia completa delle presenze e delle reti in nazionale ― Giappone | Cronologia completa delle presenze e delle reti in nazionale ― Giappone | Cronologia completa delle presenze e delle reti in nazionale ― Giappone | Cronologia completa delle presenze e delle reti in nazionale ― Giappone | Cronologia completa delle presenze e delle reti in nazionale ― Giappone | Cronologia completa delle presenze e delle reti in nazionale ― Giappone | Cronologia completa delle presenze e delle reti in nazionale ― Giappone | Cronologia completa delle presenze e delle reti in nazionale ― Giappone |
| Data                                                                    | Città                                                                   | In casa                                                                 | Risultato                                                               | Ospiti                                                                  | Competizione                                                            | Reti                                                                    | Note                                                                    |
| ----------------------------------------------------------------------- | ----------------------------------------------------------------------- | ----------------------------------------------------------------------- | ----------------------------------------------------------------------- | ----------------------------------------------------------------------- | ----------------------------------------------------------------------- | ----------------------------------------------------------------------- | ----------------------------------------------------------------------- |
| 25-7-2013                                                               | Hwaseong                                                                | Giappone                                                                | 3 – 2                                                                   | Australia                                                               | Coppa dell'Asia orientale 2013                                          | -                                                                       |                                                                         |
| 28-7-2013                                                               | Seul                                                                    | Corea del Sud                                                           | 1 – 2                                                                   | Giappone                                                                | Coppa dell'Asia orientale 2013                                          | -                                                                       | 87’                                                                     |
| 14-8-2013                                                               | Rifu                                                                    | Giappone                                                                | 2 – 4                                                                   | Uruguay                                                                 | Amichevole                                                              | -                                                                       | 64’                                                                     |
| 5-3-2014                                                                | Tokyo                                                                   | Giappone                                                                | 4 – 2                                                                   | Nuova Zelanda                                                           | Amichevole                                                              | -                                                                       | 81’                                                                     |
| 14-11-2014                                                              | Toyota                                                                  | Giappone                                                                | 6 – 0                                                                   | Honduras                                                                | Amichevole                                                              | 1                                                                       | 65’ 83’                                                                 |
| 18-11-2014                                                              | Osaka                                                                   | Giappone                                                                | 2 – 1                                                                   | Australia                                                               | Amichevole                                                              | -                                                                       | 77’                                                                     |
| 12-1-2015                                                               | Newcastle                                                               | Giappone                                                                | 4 – 0                                                                   | Palestina                                                               | Coppa d'Asia 2015 - 1º turno                                            | -                                                                       | 78’                                                                     |
| 23-1-2015                                                               | Sydney                                                                  | Giappone                                                                | 1 – 1 dts (4 – 5 dtr)                                                   | Emirati Arabi Uniti                                                     | Coppa d'Asia 2015 - Quarti di finale                                    | -                                                                       | 65’                                                                     |
| Totale                                                                  |                                                                         | Presenze                                                                | 8                                                                       |                                                                         | Reti                                                                    | 1                                                                       |                                                                         |

| Cronologia completa delle presenze e delle reti in nazionale ― Giappone Olimpica | Cronologia completa delle presenze e delle reti in nazionale ― Giappone Olimpica | Cronologia completa delle presenze e delle reti in nazionale ― Giappone Olimpica | Cronologia completa delle presenze e delle reti in nazionale ― Giappone Olimpica | Cronologia completa delle presenze e delle reti in nazionale ― Giappone Olimpica | Cronologia completa delle presenze e delle reti in nazionale ― Giappone Olimpica | Cronologia completa delle presenze e delle reti in nazionale ― Giappone Olimpica | Cronologia completa delle presenze e delle reti in nazionale ― Giappone Olimpica |
| Data                                                                             | Città                                                                            | In casa                                                                          | Risultato                                                                        | Ospiti                                                                           | Competizione                                                                     | Reti                                                                             | Note                                                                             |
| -------------------------------------------------------------------------------- | -------------------------------------------------------------------------------- | -------------------------------------------------------------------------------- | -------------------------------------------------------------------------------- | -------------------------------------------------------------------------------- | -------------------------------------------------------------------------------- | -------------------------------------------------------------------------------- | -------------------------------------------------------------------------------- |
| 7-8-2008                                                                         | Tientsin                                                                         | Giappone                                                                         | 0 – 1                                                                            | Stati Uniti                                                                      | Olimpiadi 2008 - 1º turno                                                        | -                                                                                | 72’                                                                              |
| 10-8-2008                                                                        | Tientsin                                                                         | Nigeria                                                                          | 2 – 1                                                                            | Giappone                                                                         | Olimpiadi 2008 - 1º turno                                                        | 1                                                                                | 63’                                                                              |
| 13-8-2008                                                                        | Shenyang                                                                         | Paesi Bassi                                                                      | 1 – 0                                                                            | Giappone                                                                         | Olimpiadi 2008 - 1º turno                                                        | -                                                                                | 72’                                                                              |
| Totale                                                                           |                                                                                  | Presenze                                                                         | 3                                                                                |                                                                                  | Reti                                                                             | 1                                                                                |                                                                                  |

## Palmarès

### Nazionale
- Coppa dell'Asia orientale: 1

2013

### Individuale
- Premio Fair-Play del campionato giapponese: 1

2014